# Alpaida acuta
Alpaida acuta là một loài nhện trong họ Araneidae.
Loài này thuộc chi Alpaida. Alpaida acuta được Eugen von Keyserling miêu tả năm 1865.